# Gouvernement néerlandais en exil
Pour les articles homonymes, voir gouvernement en exil, gouvernement des Pays-Bas et gouvernement de Londres.
1940–1945
Entités précédentes :
- Royaume des Pays-Bas

Entités suivantes :
- Royaume des Pays-Bas

Le gouvernement néerlandais en exil, également appelé gouvernement de Londres (Londens kabinet en néerlandais), est le gouvernement du royaume des Pays-Bas dirigé par les Premiers ministres Dirk Jan de Geer puis Pieter Sjoerds Gerbrandy sous la supervision de la reine Wilhelmine, évacué à Londres après l'invasion allemande en 1940, au début de la Seconde Guerre mondiale.

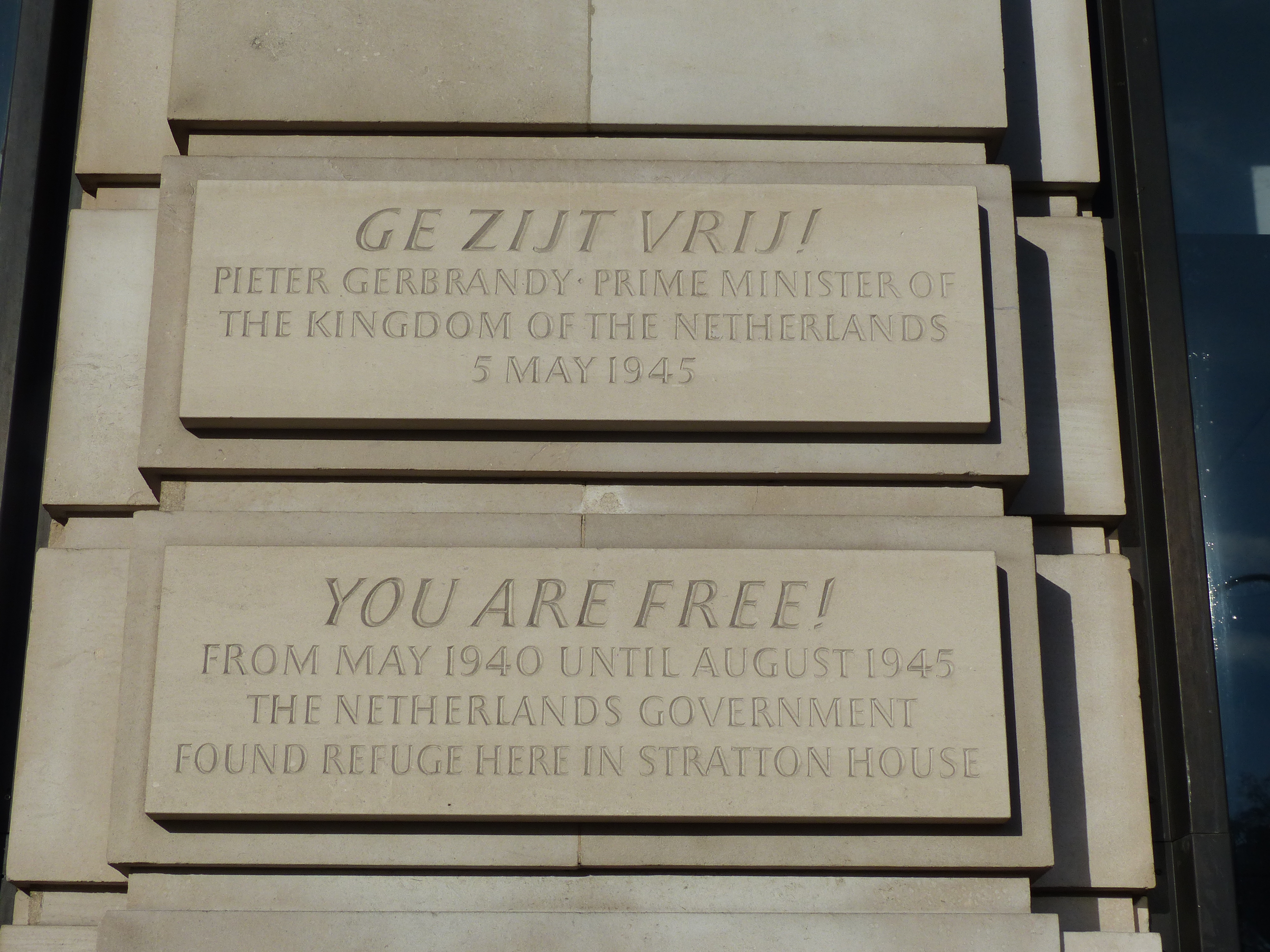
Plaque commémorative à Stratton House.

## Histoire
Avant 1940, les Pays-Bas sont un pays neutre, qui dispose généralement de bonnes relations avec l'Allemagne. En mai 1940, la reine Wilhelmine se réfugie à Londres, tandis que le gouvernement du Premier ministre Dirk Jan de Geer suit le lendemain, après l'invasion allemande. L'espoir initial est que la France regroupe ses troupes et libère le pays. Bien qu'une tentative en ce sens est effectuée, celle-ci échoue, car les forces alliées sont encerclées et forcées à évacuer à Dunkerque.
Le gouvernement en exil est confronté à un dilemme. Après la défaite de la France, l'Assemblée nationale française (Chambre des députés et Sénat), réunie à Vichy, vote les pleins pouvoirs au maréchal Pétain, qui met en place un gouvernement autoritaire, xénophobe, antisémite et antimaçonnique soucieux de proposer aux Allemands une politique de collaboration dont ceux-ci ne cessent de se méfier malgré les gages donnés par Pétain. Il en résulte un conflit entre la reine et De Geer.
De Geer veut retourner aux Pays-Bas et collaborer également. Le gouvernement en exil est toujours en possession des Indes néerlandaises avec toutes leurs ressources : il s'agit alors du troisième plus grand producteur mondial de pétrole (après les États-Unis et l'Union soviétique). La reine se rend compte que si les Pays-Bas collaborent avec l'Allemagne, les Indes orientales néerlandaises risquent d'être cédées au Japon. Le seul espoir pour les Pays-Bas est maintenant l'entrée en guerre des États-Unis et de l'Union soviétique. La reine renvoie son Premier ministre et le remplace par Pieter Sjoerds Gerbrandy, qui travaille déjà avec Churchill et Roosevelt pour l'entrée en guerre américaine.
Aruba et les Curaçao sont les principaux fournisseurs de produits raffinés aux Alliés grâce à leurs raffineries exportatrices de pétrole de rang mondial. Aruba devient un protectorat britannique de 1940 à 1942 puis américain de 1942 à 1945. Le 23 novembre 1941, en vertu d'un accord avec le gouvernement en exil des Pays-Bas, les États-Unis occupent la Guyane néerlandaise pour protéger les mines de bauxite. Un boycott pétrolier est imposé aux navires à destination du Japon, ce qui contribue à déclencher l'attaque de Pearl Harbor.
Les décisions du gouvernement de la reine durant cette période sont ratifiées par le Parlement néerlandais en 1946. Churchill affirme de la reine qu'elle est « le seul homme dans le gouvernement néerlandais ». Elle en est la seule femme.

## Sources
- (ca) Cet article est partiellement ou en totalité issu de l’article de Wikipédia en catalan intitulé « Govern neerlandès a l'exili » (voir la liste des auteurs).

- (en) Cet article est partiellement ou en totalité issu de l’article de Wikipédia en anglais intitulé « Dutch government-in-exile » (voir la liste des auteurs).